# Kolekcja Kennetha Willisa Clarka
Kolekcja Kennetha Willisa Clarka – kolekcja greckich manuskryptów przechowywana w bibliotece Duke University, zawiera dziewięćdziesiąt osiem manuskryptów — zarówno w postaci zwojów jak i kodeksów — datowanych od IX do XVII wieku. 

## Historia i opis
Profesor Harvie Branscomb z Duke Divinity School zakupił rękopis greckiego  Nowego Testamentu w antykwariacie w Monachium. Niedługo potem rękopis przybył do biblioteki Duke University i stał się Duke Greek Ms. 1. Miało to miejsce 19 lutego 1931 roku, w taki sposób zapoczątkowana została kolekcja. Jakkolwiek według pierwotnych zamierzeń miała to być kolekcja wyłącznie greckich rękopisów Nowego Testamentu, dzisiaj kolekcja zawiera bardziej różnorodny materiał. 
27 rękopisów kolekcji zawiera tekst  Nowego Testamentu. W tej liczbie — Mss. 4, 5, 6, 15, 22, 25, 31, 38, 60 oraz 64. Ms. 60 znany jest także jako Codex Daltonianus i jest najważniejszym w tej grupie. Napisany został w połowie XI wieku, i zawiera komentarze do czterech  Ewangelii. 
W kolekcji znajdują się także lekcjonarze, reprezentowane przez rękopisy: 1, 20, 12, 24, 27, 28, 39, 42, 65, 82, 83, 85. Dwa lekcjonarze uchodzą za najważniejsze: Ms 65 i 85. Ms 65 (ℓ 1839) został sporządzony w XI wieku. Ms. 85 (ℓ 451), został podpisany przez Klemensa mnicha, który zamieścił datę 20 lipca, roku 6560 [tj. A.D. 1052]. Ten podpis czyni zeń jeden z najstarszych greckich lekcjonarzy z datą. Inny rękopis, Ms. 39, został napisany przez skrybę o imieniu Łukasz. Pisany jest na papierze o wielkich rozmiarach kart. Jest bardzo późnym rękopisem, powstał w latach 1626-1629.